# 钱清泉
钱清泉（1936年5月7日—）是一位中国铁道电气化与自动化专家，

## 生平
1936年出生于江苏省丹阳市，1960年毕业于唐山铁道学院（现西南交通大学），现于西南交通大学任职。1997年被选为中国工程院院士，2012年因发表“温州动车事故炒作说”而遭非议 。